# Tholoarctus natans
Espèce
Tholoarctus natans est une espèce de tardigrades de la famille des Styraconixidae. 

## Distribution
Cette espèce se rencontre dans l'océan Atlantique Nord et en mer Méditerranée.

## Liste des sous-espèces
Selon Degma, Bertolani et Guidetti, 2016 :
- Tholoarctus natans natans Kristensen & Renaud-Mornant, 1983
- Tholoarctus natans pedunculatus D'Addabbo Gallo, de Zio Grimaldi, Morone De Lucia & Troccoli, 1992

## Publications originales
- Kristensens & Renaud-Mornant, 1983 : Existence d'arthrotardigrades semi-benthiques de genres nouveaux de la sous-famille des Styraconyxinae subfam. nov. Cahiers de Biologie Marine, vol. 24, no 3, p. 337-353.
- D'Addabbo Gallo, de Zio Grimaldi, Morone De Lucia & Troccoli, 1992 : Halechiniscidae and Echiniscoididae from the western Mediterranean Sea. (Tardigrada: Heterotardigrada). Cahiers de Biologie Marine, vol. 33, no 3, p. 299-318.